# Врбница (Александровац)
Врбница је насеље у Србији у општини Александровац у Расинском округу. Према попису из 2022. има 301 становника (према попису из 2011. било је 429 становника).

## Демографија
У насељу Врбница живи 432 пунолетна становника, а просечна старост становништва износи 46,9 година (45,6 код мушкараца и 48,2 код жена). У насељу има 154 домаћинства, а просечан број чланова по домаћинству је 3,36.
Ово насеље је великим делом насељено Србима (према попису из 2002. године), а у последња четири пописа, примећен је пад у броју становника.
|  |

| Демографија | Демографија | Демографија |
| Година      | Становника  | Становника  |
| ----------- | ----------- | ----------- |
| 1948.       | 796         |             |
| 1953.       | 823         |             |
| 1961.       | 834         |             |
| 1971.       | 715         |             |
| 1981.       | 671         |             |
| 1991.       | 609         | 579         |
| 2002.       | 518         | 564         |
| 2011.       | 429         |             |
| 2022.       | 301         |             |

| Етнички састав према попису из 2002.‍ | Етнички састав према попису из 2002.‍ | Етнички састав према попису из 2002.‍ | Етнички састав према попису из 2002.‍ | Етнички састав према попису из 2002.‍ |
| ------------------------------------ | ------------------------------------ | ------------------------------------ | ------------------------------------ | ------------------------------------ |
|                                      |                                      |                                      |                                      |                                      |
| Срби                                 | Срби                                 |                                      | 515                                  | 99,42%                               |
| Хрвати                               | Хрвати                               |                                      | 1                                    | 0,19%                                |
| Бугари                               | Бугари                               |                                      | 1                                    | 0,19%                                |
| непознато                            | непознато                            |                                      | 1                                    | 0,19%                                |

| Година пописа     | 1948. | 1953. | 1961. | 1971. | 1981. | 1991. | 2002. |
| ----------------- | ----- | ----- | ----- | ----- | ----- | ----- | ----- |
| Број домаћинстава | 150   | 166   | 176   | 167   | 175   | 163   | 154   |

| Број чланова      | 1  | 2  | 3  | 4  | 5  | 6  | 7 | 8 | 9 | 10 и више | Просек |
| ----------------- | -- | -- | -- | -- | -- | -- | - | - | - | --------- | ------ |
| Број домаћинстава | 31 | 45 | 17 | 13 | 14 | 22 | 7 | 2 | 3 | 0         | 3,36   |

| Пол    | Укупно | Неожењен/Неудата | Ожењен/Удата | Удовац/Удовица | Разведен/Разведена | Непознато |
| ------ | ------ | ---------------- | ------------ | -------------- | ------------------ | --------- |
| Мушки  | 218    | 34               | 162          | 16             | 6                  | 0         |
| Женски | 227    | 16               | 162          | 45             | 4                  | 0         |
| УКУПНО | 445    | 50               | 324          | 61             | 10                 | 0         |

| Пол    | Укупно                    | Пољопривреда, лов и шумарство | Рибарство                            | Вађење руде и камена | Прерађивачка индустрија       |
| ------ | ------------------------- | ----------------------------- | ------------------------------------ | -------------------- | ----------------------------- |
| Мушки  | 100                       | 52                            | 0                                    | 1                    | 18                            |
| Женски | 68                        | 37                            | 0                                    | 0                    | 9                             |
| УКУПНО | 168                       | 89                            | 0                                    | 1                    | 27                            |
| Пол    | Производња и снабдевање   | Грађевинарство                | Трговина                             | Хотели и ресторани   | Саобраћај, складиштење и везе |
| Мушки  | 3                         | 2                             | 9                                    | 0                    | 5                             |
| Женски | 0                         | 0                             | 5                                    | 0                    | 0                             |
| УКУПНО | 3                         | 2                             | 14                                   | 0                    | 5                             |
| Пол    | Финансијско посредовање   | Некретнине                    | Државна управа и одбрана             | Образовање           | Здравствени и социјални рад   |
| Мушки  | 0                         | 1                             | 3                                    | 1                    | 1                             |
| Женски | 2                         | 0                             | 2                                    | 4                    | 7                             |
| УКУПНО | 2                         | 1                             | 5                                    | 5                    | 8                             |
| Пол    | Остале услужне активности | Приватна домаћинства          | Екстериторијалне организације и тела | Непознато            | Непознато                     |
| Мушки  | 2                         | 0                             | 0                                    | 2                    | 2                             |
| Женски | 0                         | 0                             | 0                                    | 2                    | 2                             |
| УКУПНО | 2                         | 0                             | 0                                    | 4                    | 4                             |